# 행복한 책 읽기 (KNN TV)
《행복한 책 읽기》는 KNN TV에서 매주 월요일 오후 1시 50분에 방송 중인 교양 프로그램이다.

## 프로그램 소개
영상으로 전하는 책 이야기입니다. 각계 명사, 전문가, 일반 시청자가 감명 깊게 읽은 책의 내용과 감동을 전달하며 책 읽기에 대한 관심과 흥미를 일 깨우고 책 읽는 분위기를 확산시키기 위한 프로그램입니다.

## 내용, 구성
출연자가 있는 장소, 책의 배경이나 관련 이야기를 전할 수 있는 현장에서 진행자와 출연자가 책을 중심으로 나누는 대화를 ENG로 촬영 편집합니다. 책의 저자와 주요 내용을 인터뷰와 진행자 내레이션으로 설명하고 출연자의 감상, 전하는 말을 들어보며 책의 주요 구절이나 출연자가 인상 깊게 읽은 부분을 직접 낭독하기도 합니다. ENG 사전 촬영, 편집, 그래픽, 자막 등 사전 제작 과정을 거쳐 방송합니다.

## MC
- 임혜림 KNN 아나운서